# .ps
.ps (Palestina) é o código TLD (ccTLD) na Internet para o Estado da Palestina.